# 電傳導
本条目中，向量與标量分別用粗體與斜體顯示。例如，位置向量通常用 {\displaystyle \mathbf {r} \,\!} 表示；而其大小則用 {\displaystyle r\,\!} 來表示。
電傳導（英語：electrical conduction）是指介質內，載電荷的粒子的運動。稱這些粒子為電荷載子。它們的運動形成了電流。這運動可能是因為感受到電場的作用而產生的，或是因為載子分佈的不均勻引發的擴散機制的結果。對於不同的物質，電荷傳輸的物理參數也不同。根据物质电传导性的不同可以分为导体和绝缘体。常见的导体有金属，电解质溶液或液体。常见的绝缘体有干燥的木材、塑料、橡胶。
歐姆定律明確地描述了金屬和電阻器的電傳導。歐姆定律闡明，電流與外加的電場成正比，在一個物質內，由於外加的電場 {\displaystyle \mathbf {E} \,\!} 而產生的電流密度 {\displaystyle \mathbf {J} \,\!} ，可以用方程式表達為
{\displaystyle \mathbf {J} =\sigma \mathbf {E} \,\!} ；
其中，{\displaystyle \sigma \,\!} 是物質的電導率；
或者，
{\displaystyle \mathbf {E} =\rho \mathbf {J} \,\!} ；
其中，{\displaystyle \rho \,\!} 是物質的電阻，是 {\displaystyle \sigma \,\!} 的倒數。
在半導體元件裏，電傳導是由電場作用和擴散這兩種物理機制共同引發的。因此，電流密度可以表達為
{\displaystyle \mathbf {J} =\sigma \mathbf {E} +D{\boldsymbol {\nabla }}(qn)\,\!} ；
其中，{\displaystyle D\,\!} 是擴散常數，{\displaystyle q\,\!} 是電荷量，{\displaystyle n\,\!} 是電子的體積密度。
由於電子的電荷量是負值，載子是朝著電子密度遞減的方向移動。因此，對於電子，假若電子密度的梯度是正值，則電流是負值；假若載子是電洞，則必須將電子密度 {\displaystyle n\,\!} 改換為電洞密度 {\displaystyle p\,\!} 的負值：
{\displaystyle \mathbf {J} =\sigma \mathbf {E} -D{\boldsymbol {\nabla }}(qp)\,\!} ；
對於線性異向性物質，{\displaystyle \sigma \,\!} 、{\displaystyle \rho \,\!} 、{\displaystyle D\,\!} ，都是張量。

## 經典概念

德鲁德模型中的电子（蓝色）不断在较重的、静止的晶体离子中间（红色）撞來撞去。

設想外電場 {\displaystyle \mathbf {E} \,\!} 作用於某物體。在這物體內，電荷量為 {\displaystyle q\,\!} 的自由電子，感受到電場力 {\displaystyle \mathbf {F} =q\mathbf {E} \,\!} ，會呈現加速運動。
沒有任何障礙阻止這運動，自由電子的速度會變得越來越大。然而，每經過一段時間 {\displaystyle t\,\!} ，自由電子會碰撞到其它原子的阻礙，使其速度回歸為熱速度 (thermal velocity) 。這樣，自由電子的運動會呈現不斷的加速與碰撞。每一次碰撞，累積的動量 {\displaystyle \mathbf {P} \,\!} 平均為
{\displaystyle \langle \mathbf {p} \rangle =q\mathbf {E} t} ；
其中，角括弧代表平均程序。
所以，電流密度 {\displaystyle \mathbf {J} \,\!} 為
{\displaystyle \mathbf {J} =nq\langle \mathbf {v} \rangle =nq\langle \mathbf {p} \rangle /m=\left({\frac {nq^{2}t}{m}}\right)\mathbf {E} \,\!} ；
其中，{\displaystyle n\,\!} 是電子密度，{\displaystyle \mathbf {v} \,\!} 是自由電子的平均速度，{\displaystyle m\,\!} 是電子質量。
這經典模型是由保羅·德鲁德於 1900 年提出，稱為德鲁德模型。從這模型得到了一個重要結果：電流密度與電場成正比，比例是物質的電導率 {\displaystyle \sigma \,\!}
 。

## 電解質
在電解液裏的電流是載有電荷的離子流。例如，施加電場於 Na+ 和 Cl– 的溶液。那麼，鈉離子會不斷地移向負極；而氯離子會往正極移動。在正常狀況下，氧化還原反應會發生於電極表面，將氯離子的電子釋放出來，經過導線傳輸到另外一端，讓電子被鈉離子吸收。
水-冰混和物和某些稱為質子導體 (proton conductor) 的固態電解質，含有可移動的正價氫離子。對於這些物質，電流是由移動的質子形成的。
在某些電解質混合物裏，一群鮮豔著色的離子形成了移動的電荷。這些離子的緩慢移動所形成的電流，可以用人眼直接地觀察到。

## 氣體和電漿
對於空氣和一些普通氣體，假設施加的外低於击穿电場阈值，電傳導的主要電荷載子是由放射性氣體、紫外光和宇宙射線造成的相當少數量的可移動離子。由於電導率非常低，氣體是電介質或絕緣質。但是，一當施加的外電場超過击穿值時，由於電場力的作用，自由電子呈加速運動，動能變得相當大，足夠以碰撞機制來製造更多的自由電子，或用雪崩击穿的機制將中性氣態原子或中子電離。這程序形成了電漿，含有很多的可移動的電子和正離子，使電漿的物理行為變得就像一個導體。這程序的傳導路徑上，會有光波發射出來，像電光 (spark) 、電弧、閃電等等。
電漿態是一種物質態。當氣體的分子或原子的一些電子被電離時，稱此狀態的物質為電漿。非常高的溫度，或強大的電場或磁場的作用，會產生電漿。由於電子的質量很小，當施加電場時，電漿的電子會比很重的正離子更快加速。大部分的電流是由電子形組成的。

## 真空
由於在理想真空 (perfect vacuum) 內，沒有任何帶電粒子，這種真空就好像理想絕緣體。但是，通過場致電子發射 (field electron emission) 或熱離子發射 (thermionic emission) 的機制，金屬的電極表面會發射自由電子或離子於真空，因而使得真空內的一部分區域變得具有傳導性。當熱能超過金屬的功函數時，就會產生熱離子發射，金屬會發射出熱離子。當金屬表面的電場有足夠的強度來引發量子穿隧效應時，就會出現場致電子發射，促使金屬原子射出電子於真空。

## 參閱
- 电导
- 電導率